# Todesfall Elisa Pilarski
Der Todesfall Elisa Pilarski betrifft den gewaltsamen Tod einer Person, die im sechsten Monat schwanger war und am 16. November 2019 durch mehrere Hundebisse im Wald von Retz im Département Aisne in Frankreich getötet wurde. Zum Zeitpunkt des Vorfalls führte Elisa Pilarski den Hund namens Curtis aus, der ihrem Lebensgefährten gehörte, während einige hundert Meter entfernt im selben Wald eine Treibjagd stattfand. Die Klärung, welcher Hund bzw. welche Hunde letztendlich für den Tod der Frau verantwortlich waren erfolgte aufgrund der aufwändigen Gutachten erst nach Monaten, und die gesamten Ermittlungen konnten erst Jahre nach dem Todesfall abgeschlossen werden.

## Ermittlungen

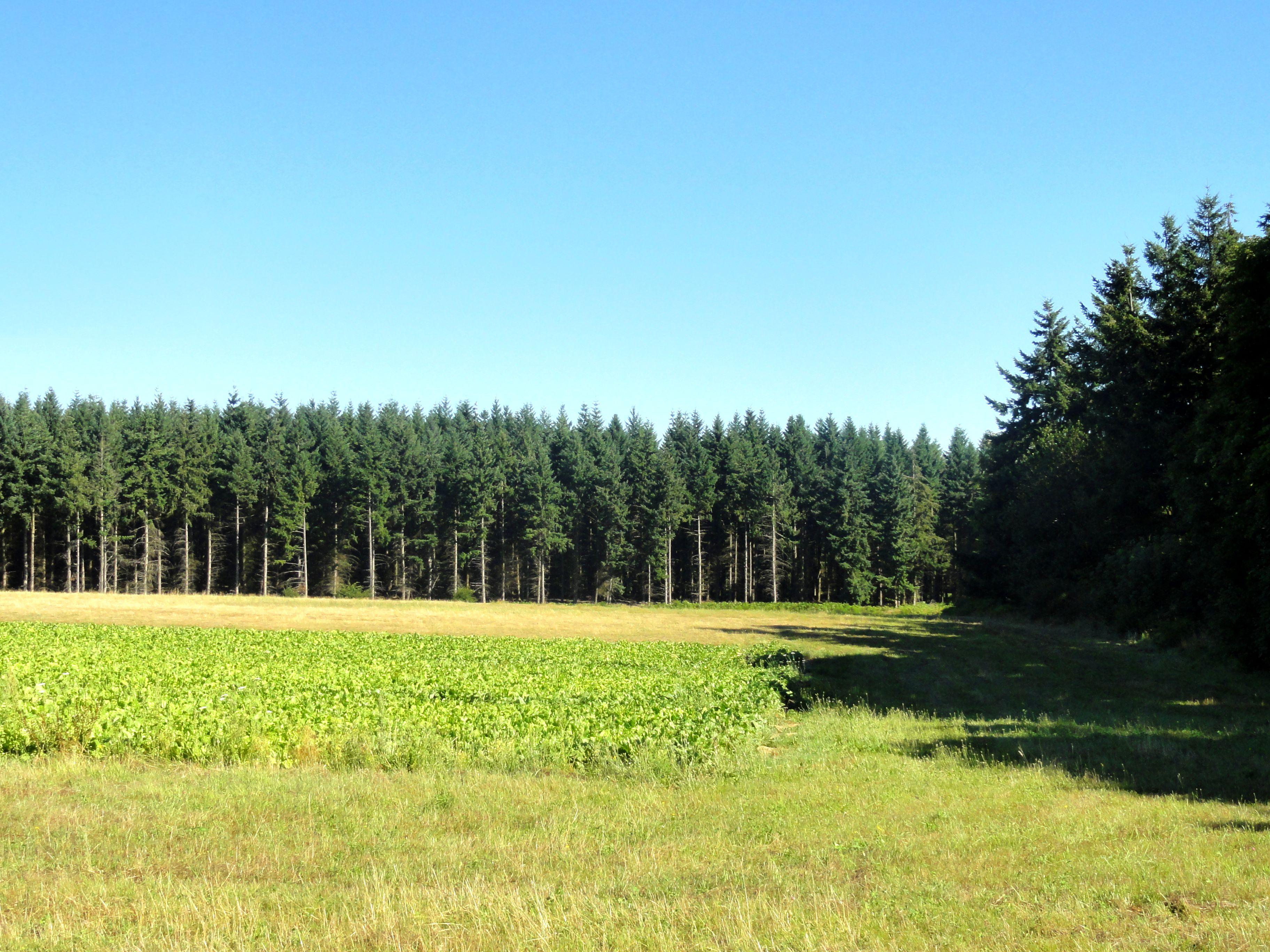
Im Wald von Retz ereignete sich der Vorfall

Am 16. November 2019 wurde Elisa Pilarski im Wald von Retz leblos aufgefunden. Sie war an dem Tag mit dem Hund ihres Lebensgefährten spazieren. Der Hundebesitzer gab an, dass er mit seiner Freundin telefoniert habe, als sie angegriffen wurde, und sie sei von den Hunden einer am Ort des Geschehens anwesenden Treibjagdmeute getötet worden. Die beschuldigten Jäger argumentierten von Beginn der Ermittlungen an, dass ihre Hunde kontrolliert würden und dass kein Jagdhund jemals einen Menschen angegriffen habe.
Ergebnisse der Gutachten

Am 31. Oktober 2020 wurde das von der Justiz bei zwei Tierärzten in Auftrag gegebene Gutachten veröffentlicht. Nachdem die beiden Tierärzte die Kiefer der fünf Hunde des Paares und 62 weiterer Hunde des Jagdvereins untersucht hatten, machten sie Curtis für den Tod von Elisa Pilarski verantwortlich und stellten fest:
« le chien Curtis est l'unique auteur des morsures ayant causé le décès […]. Les morsures individualisables sont compatibles avec la mâchoire du seul Curtis, et non des chiens de chasse. »
Übersetzt: „Der Hund Curtis ist der einzige Urheber der Bisse, die den Tod verursacht haben [...]. Die individualisierbaren Bisse sind alleinig mit dem Kiefer von Curtis vereinbar, nicht mit dem der Jagdhunde.“
Die Sachverständigen untersuchten auch das Verhalten von Curtis, ein Verhalten, das sie als zweckentfremdet und als eine Form der Tierquälerei bezeichneten. Das Gutachten verwarf außerdem die These, dass Curtis Pilarski gegen die Jagdhunde verteidigt habe: „Es gibt keine Spuren von Hundepfoten des Rudels um den Körper herum, keine Verletzungen durch Jagdhunde, die aus einem Kampf resultieren würden, und die minimalen Verletzungen an Curtis Kopf sind nicht die Folge von Hundebissen, sondern wurden wahrscheinlich von ihm selbst verursacht, um seinen Maulkorb abzureißen.“
Die Ergebnisse der genetischen Analyse, die am 3. November 2020 bekannt gegeben wurden, bestätigen die Meinung der Experten: Auf Pilarskis Leiche befand sich die DNA von Curtis, nicht die von den Hunden der Treibjagd. Am 4. November 2020 wurde Christophe E.von der Staatsanwaltschaft angeklagt. Sein Anwalt forderte ein Gegengutachten.
Tatbestand der fahrlässigen Tötung
Die französischen Behörden leiteten ein Ermittlungsverfahren gegen X wegen „fahrlässiger Tötung durch Ungeschicklichkeit, Rücksichtslosigkeit, Unachtsamkeit, Fahrlässigkeit oder Verletzung einer Sorgfaltspflicht (...) als Folge des Angriffs durch Hunde“ ein. Selbst nach diesen Enthüllungen über die Analyse der Hundebisse, die für Elisa Pilarski tödlich waren, behauptete Christophe E. auf einer Pressekonferenz mit seinem Anwalt Alexandre Novion Anfang November 2020 weiterhin, dass es unmöglich sei, dass sein Hund für ihren Tod verantwortlich sei. Darüber hinaus bestreitet E., dass sich sein Hund in einer „illegalen Situation“ befunden habe. Auch die Rasse von Curtis wurde infrage gestellt. Alexandre Novion bestreitet seinerseits Mitte November 2020 im Fernsehen die Methodik und die Schlussfolgerungen der mit den Analysen beauftragten Experten, die seiner Meinung nach nicht mit den Feststellungen übereinstimmen, die die Gerichtsmediziner an der Leiche gemacht haben. Er kündigt sogar an, dass er ein Gegengutachten und weitere Informationen zu den Analysen der DNA-Tests anfordern wird.
Am 4. März 2021 wird Christophe E. wegen fahrlässiger Tötung angeklagt und unter gerichtliche Aufsicht gestellt. Es wird ihm untersagt, mit der Familie des Opfers in Kontakt zu treten. Am 29. März 2021 wird er erneut nach Soissons vorgeladen, diesmal zu einer Gegenüberstellung mit der Familie von Elisa Pilarski. Das Handy der Frau wurde analysiert und enthielt Fotos des Hundes, die während des Spaziergangs kurz vor seinem Tod aufgenommen wurden, sowie eine SMS ihres Lebensgefährten: „Je le fais le piquer“ (Ich lasse ihn einschläfern), die darauf schließen lässt, dass er sich der Rolle seines Hundes bei dem Vorfall bewusst war. Die These von Christophe E., dass der Hund einen Maulkorb hatte und seine Lebensgefährtin nicht gebissen haben konnte, wird durch die Tatsache, dass der Hund auf den Fotos keinen Maulkorb trug, noch weiter in den Hintergrund gedrängt. Die Tatsache, dass ein Maulkorb, der dem Hund nicht gehörte, im Wald am Ort des Geschehens gefunden wurde, öffnet die Tür für die Hypothese, dass er von E. selbst angebracht worden sein könnte, was bedeuten würde, dass er den Tatort absichtlich verändert hätte.
Die Ermittlungen wurden 2023 abgeschlossen und der Strafprozess wegen fahrlässiger Tötung wird für frühestens Mitte 2024 erwartet.
Rechtliche Bedeutung der Hunderasse
Curtis (* 2017) wurde von seinem Besitzer zu Beginn der Ermittlungen als Kreuzung eines Patterdale Terrier mit einem Whippet, dargestellt. Nach einer Überprüfung durch die Polizei stellte sich heraus, dass es sich um einen reinrassigen American Pit Bull Terrier handelte, einen in Frankreich verbotenen Hund, der illegal aus den Niederlanden eingeführt und nicht gemeldet worden war. Drei Monate vor der Tragödie hatte der Hund in Belgien einen „sportlichen Beißwettbewerb“ gewonnen, der nur für in Zuchtbüchern eingetragene Hunde dieser Rasse ausgeschrieben war. Die Wahrscheinlichkeit, dass Curtis, der für in Frankreich verbotene Wettbewerbe auf Beißen trainiert worden war, sich gegen die Lebensgefährtin seines Besitzers wandte, wurde bereits zu Beginn der Ermittlungen als gegeben gesehen. Pit Bull Terrier werden nach französischem Recht nicht als Hunderasse anerkannt, sondern gelten als Hundetyp, welche der Kategorie 1 der gefährlichen Hunde zugeordnet werden. Der Erwerb, jede entgeltliche oder unentgeltliche Übertragung und der Import nach Frankreich sind verboten und werden mit einer Freiheitsstrafe von 6 Monaten und einer Geldstrafe von 15.000 Euro geahndet. Falls es zu einer schweren Schädigung von Mensch oder Tier kommt, ist eine Freiheitsstrafe von fünf Jahren und eine Geldstrafe von 600.000 Euro vorgesehen. Curtis wurde nach dem Vorfall in einer Hundepension im Département Haute-Garonne untergebracht, wo er eingeschläfert werden soll, sobald seine Rolle beim Tod der schwangeren Frau rechtskräftig geklärt ist.

## Auswirkung

### Spendensammlung
Im Dezember 2019 wurde eine Spendensammlung im Internet eingerichtet, um Geld für die Verteidigung des Hundes Curtis zu sammeln. Es wurden beinahe 7.000 Euro gesammelt. Die Frau, die diese Spendensammlung eingerichtet hat, fühlte sich später von den Angaben des Hundebesitzers getäuscht und rief die Spender dazu auf, Beschwerde beim Anbieter Leetchi einzureichen.

### Medienresonanz
Der Todesfall von Elisa Pilarski erregte in Frankreich großes Aufsehen und führte zu intensiven Diskussionen zur Frage der Ermittlung der verantwortlichen Hunde und Hundehalter sowie zu Themen wie dem Reformbedarf bestehender Gesetze zur Haltung von Hunden und der fehlenden Kontrolle der bestehenden Gesetze zum Schutz vor gefährlich eingestuften Hunden. Nationale und internationale Berichterstattungen über den Vorfall und die folgenden Ermittlungen hielten über mehrere Jahre an. 2020 forderte der Tierarzt und Politiker Loïc Dombreval anlässlich des Todes von Pilarski eine Reform der seit 1999 bestehenden Gesetze zu gefährlichen Hunden. Besonders die fehlende Kontrolle von bereits auffällig gewordenen bzw. als gefährlich eingestuften Hunden wurde kritisiert. Im April 2022 wurde ein Entschließungsantrag zur Verschärfung der Vorschriften für die Anschaffung und Ausbildung von Kampfhunden und Verteidigungshunden eingebracht. Die öffentliche Meinung war besonders nach ersten Medienberichten über den Todesfall sehr von Ablehnung und Spekulationen der Jägerschaft gegenüber geprägt.
2022 wurde ein Buch veröffentlicht, welches sich unter anderem mit den bisherigen Ermittlungen und der Medienresonanz auf den Fall auseinandersetzt.
Die Schauspielerin und Tierschützerin Brigitte Bardot wandte sich am 16. November 2020 mit einem offenen Brief an den französischen Justizminister Éric Dupond-Moretti. Sie kritisierte den Ablauf der bisherigen Ermittlungen und sagte Christophe E. und dem Hund Curtis ihre Unterstützung zu.